# Cor van der Hartbrug
De Cor van der Hartbrug is een vaste brug in Amsterdam-Oost.
Ze is gelegen aan de rand van de Sportheldenbuurt op het Zeeburgereiland. Ze is gelegen in het verlengde van de Alida van den Bosstraat, overspant de ringsloot van de wijk en voert naar de Bobby Harmslaan. Vanaf de brug zijn richting stad drie silo’s te zien van de voormalige rioolwaterzuiveringsinrichting. 
De brug werd aangelegd in een pakket van vijf, die alle hetzelfde ontwerp hebben. Deze brug wordt gevormd door twee betonnen jukken waarop stalen liggers, daarop een kunststof brugdek. De balustrades worden gevormd door staal in vakwerkmotief. De bruggen hebben bij oplevering een donkerbruine kleur. De gedachte aan de vorm van de brug stamt uit 2012. Toen wilde het Ingenieursbureau Amsterdam hier Baileybruggen neerleggen. Het bleek echter dat die niet direct leverbaar waren. Het bureau ontwierp toen zelf de vijf bruggen met de Baileybrug in het achterhoofd. Bij de constructie van het brugdek werd toen in plaats van hout voor kunststofcomposiet gekozen.  
De Cor van der Hartbrug is alleen voor voetgangers en fietsers bestemd en is vernoemd naar de Nederlandse voetballer Cor van der Hart.
2100 · 2102 · 2103 · 2105 · 2106 · 2107 · 2108 · 2109 · 2110 · 2111 · 2112 · 2113 · 2114 · 2115 · 2120 · 2121 · 2125 · 2127 · 2128 · 2129 · 2130 · 2131 · 2132 · 2133 · 2134 · 2135 · 2136 · 2137 · 2138 · 2139 · 2140 · 2141 · 2142 · 2143 · 2144 · 2145 · 2146 · 2147 · 2148 · 2149 · 2150 · 2151 · 2152 · 2153 · 2154 · 2155 · 2156 · 2157 · 2158 · 2159 · 2160 · 2161 · 2162 · 2163 · 2164 · 2165 · 2166 · 2167 · 2168 · 2169 · 2170 · 2171 · 2172 · 2173 · 2174 · 2175 · 2176 · 2178 · 2179 · 2180 · 2181 · 2182 · 2183 · 2184 · 2185 · 2186 · 2188 · 2189 · 2190 · 2191 · 2192 · 2193 · 2194 · 2195 · 2196 · 2197 · 2198 · 2199
Overige brugnummers zijn niet (meer) vergeven, behalve brug 2177, een verdwenen brug in Park Frankendael.